# Chucena
Chucena település Spanyolországban, Huelva tartományban. Chucena Villalba del Alcor, Manzanilla, Escacena del Campo, Castilleja del Campo, Carrión de los Céspedes, Huévar del Aljarafe, Pilas és Hinojos községekkel határos. Lakosainak száma 2238 fő (2024).

## Népesség
A település népessége az utóbbi években az alábbiak szerint változott:
| Lakosok száma | 1931 | 1996 | 2054 | 2124 | 2148 | 2020 | 2142 | 2222 | 2242 | 2238 |
|               | 2001 | 2004 | 2006 | 2009 | 2011 | 2014 | 2016 | 2019 | 2021 | 2024 |